# Carmel Laniado
Carmel Laniado (hebräisch כרמל לניאדו, * 19. Oktober 2004) ist eine britisch-israelische Schauspielerin.

## Leben und Karriere
Laniado wurde in Israel geboren und wuchs später in Nord-London auf. Ihr Debüt gab sie 2019 in der Miniserie 
A Christmas Carol. 2020 trat sie im Abenteuerfilm Die fantastische Reise des Dr. Dolittle an der Seite von Robert Downey Jr. auf, in dem sie die Rolle der Lady Rose übernahm. Anschließend spielte sie 2021 in der zweiten Staffel der Fantasyserie The Witcher mit.
2024 war sie in der britischen Dramaserie Tell Me Everything zu sehen.

## Filmografie
- 2019: A Christmas Carol (Fernsehserie)
- 2020: Die fantastische Reise des Dr. Dolittle (Dolittle)
- 2021: The Witcher (Fernsehserie)
- 2024: Tell Me Everything (Fernsehserie)